# LCOR
LCOR‏ (Ligand dependent nuclear receptor corepressor) هوَ بروتين يُشَفر بواسطة جين LCOR في الإنسان.